# Ярдер, Эрика
Эрика Ярдер (швед. Erica Jarder, род. 2 апреля 1986 года в Тебю, Швеция) — шведская легкоатлетка, выступающая в прыжках в длину, бронзовый призёр чемпионата Европы в помещении 2013, четырёхкратная чемпионка Швеции на открытом воздухе (2007, 2012, 2013, 2014) и шестикратная чемпионка Швеции в помещении (2008, 2009, 2012, 2013, 2015, 2016).
Была в предварительной заявке сборной Швеции на летние Олимпийские игры 2016, но 13 июля 2016 года не вошла в финальный список.

## Основные результаты
| Год  | Соревнование                    | Место проведения      | Место  | Результат |
| ---- | ------------------------------- | --------------------- | ------ | --------- |
| 2007 | Чемпионат Европы среди молодёжи | Дебрецен, Венгрия     | 18 (q) | 5.97 м    |
| 2011 | Летняя Универсиада              | Шэньчжэнь, Китай      | 13 (q) | 6.14 м    |
| 2013 | Чемпионат Европы в помещении    | Гётеборг, Швеция      | 3      | 6.71 м    |
| 2013 | Чемпионат мира                  | Москва, Россия        | 10     | 6.47 м    |
| 2014 | Чемпионат мира в помещении      | Сопот, Польша         | 8      | 6.36 м    |
| 2014 | Чемпионат Европы                | Цюрих, Швейцария      | 8      | 6.39 м    |
| 2015 | Чемпионат Европы в помещении    | Прага, Чехия          | 11 (q) | 6.49 м    |
| 2015 | Чемпионат мира                  | Пекин, Китай          | 12     | 6.48 м    |
| 2016 | Чемпионат Европы                | Амстердам, Нидерланды | 19 (q) | 6.33 м    |